# 이스라엘의 세계유산

이스라엘의 세계유산은 유네스코 세계유산의 등록기준 조건을 충족하여 세계유산위원회를 거쳐 등록된 이스라엘의 세계유산을 일컫는다. 9건의 문화유산이 등록되어 있다.

## 목록

### 문화유산
| No. | 사진 | 등록명                                                                  | 소재지          | 등록년도 | 등록기준          | 유네스코 지정번호 | 비고 |
| 1   |      | 마사다                                                                  | 남부구          | 2001년   | (ⅲ), (ⅳ), (ⅴ)     | 1040              |      |
| 2   |      | 고대 도시 아크레                                                        | 북부구          | 2001년   | (ⅳ), (ⅴ)          | 1042              |      |
| 3   |      | 텔아비브 화이트 시티 - 모더니즘 운동                                    | 텔아비브        | 2003년   | (ⅱ), (ⅳ)          | 1096              |      |
| 4   |      | 성서 텔 - 메기도, 하솔, 베르셰바                                        | 북부구 남부구   | 2005년   | (ⅱ), (ⅲ) (ⅳ), (ⅵ) | 1108              |      |
| 5   |      | 향교 교역로 - 네게브 지역의 사막 도시                                   | 남부구          | 2005년   | (ⅲ), (ⅴ)          | 1107              |      |
| 6   |      | 하이파와 갈릴리 서부 지역의 바하이교 성지                               | 남부구 하이파구 | 2008년   | (ⅲ), (ⅵ)          | 1220              |      |
| 7   |      | 카르멜 산 인류 진화의 유적지 : 나할 메아롯 동굴 / 와디 엘 무그하라 동굴 | 하이파구        | 2012년   | (ⅲ), (ⅴ)          | 1393              |      |
| 8   |      | 유대 저지대의 마레샤와 벳구브린 동굴군 - 동굴 세계의 소우주             | 남부구          | 2014년   | (ⅴ)               | 1370              |      |
| 9   |      | 베이트 셰아림의 네크로폴리스 : '유대인의 부활'에 관한 기념비            | 하이파구        | 2015년   | (ⅱ), (ⅲ)          | 1471              |      |

#### 예루살렘 지역
| No. | 사진 | 등록명 | 소재지 | 등록년도 | 등록기준 | 유네스코 지정번호 | 비고 |
| 1   | ※ 요르단의 신청으로 등재되었지만, 이스라엘의 영토에 위치하고 있으며 유네스코는 요르단, 이스라엘, 팔레스타인 어느 곳의 문화유산으로도 인정하지 않고 있다. | ※ 요르단의 신청으로 등재되었지만, 이스라엘의 영토에 위치하고 있으며 유네스코는 요르단, 이스라엘, 팔레스타인 어느 곳의 문화유산으로도 인정하지 않고 있다. | ※ 요르단의 신청으로 등재되었지만, 이스라엘의 영토에 위치하고 있으며 유네스코는 요르단, 이스라엘, 팔레스타인 어느 곳의 문화유산으로도 인정하지 않고 있다. | ※ 요르단의 신청으로 등재되었지만, 이스라엘의 영토에 위치하고 있으며 유네스코는 요르단, 이스라엘, 팔레스타인 어느 곳의 문화유산으로도 인정하지 않고 있다. | ※ 요르단의 신청으로 등재되었지만, 이스라엘의 영토에 위치하고 있으며 유네스코는 요르단, 이스라엘, 팔레스타인 어느 곳의 문화유산으로도 인정하지 않고 있다. | ※ 요르단의 신청으로 등재되었지만, 이스라엘의 영토에 위치하고 있으며 유네스코는 요르단, 이스라엘, 팔레스타인 어느 곳의 문화유산으로도 인정하지 않고 있다. | ※ 요르단의 신청으로 등재되었지만, 이스라엘의 영토에 위치하고 있으며 유네스코는 요르단, 이스라엘, 팔레스타인 어느 곳의 문화유산으로도 인정하지 않고 있다. |
| 1   | | 예루살렘 구시가와 성벽 | 예루살렘 | 1981년 | (ⅱ), (ⅲ), (ⅵ) | 148 | |

## 지역별 분포
문화유산
 자연유산
 복합유산